# 白ナンバー
白ナンバー（しろナンバー）は、日本における自家用自動車（自家用バスを含む）に交付されるナンバープレートのことである。同様に排気量125 cc 以上の自家用オートバイも白ナンバーとなり、自家用軽自動車では黄ナンバーとなる。
事業用自動車が緑ナンバー（緑地に白文字のナンバープレート）であるのに対し、自家用自動車のナンバープレートは白地に緑文字であることからこの名で呼ばれる。軽自動車の黄ナンバーも広義の白ナンバーに含まれる。

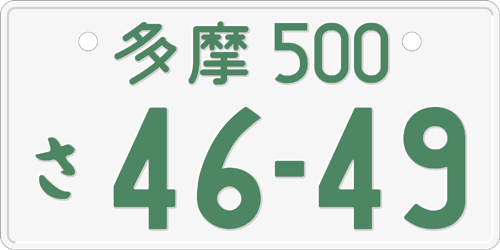
自動車 自家用中板
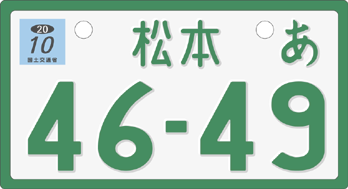
自動二輪車 自家用
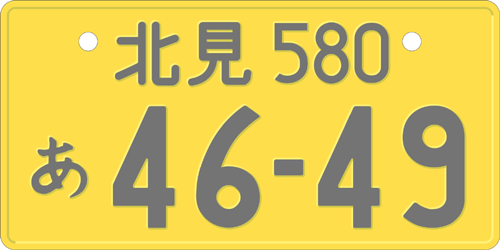
軽自動車 自家用（黄ナンバー）